# Backum (rheinländisches Adelsgeschlecht)

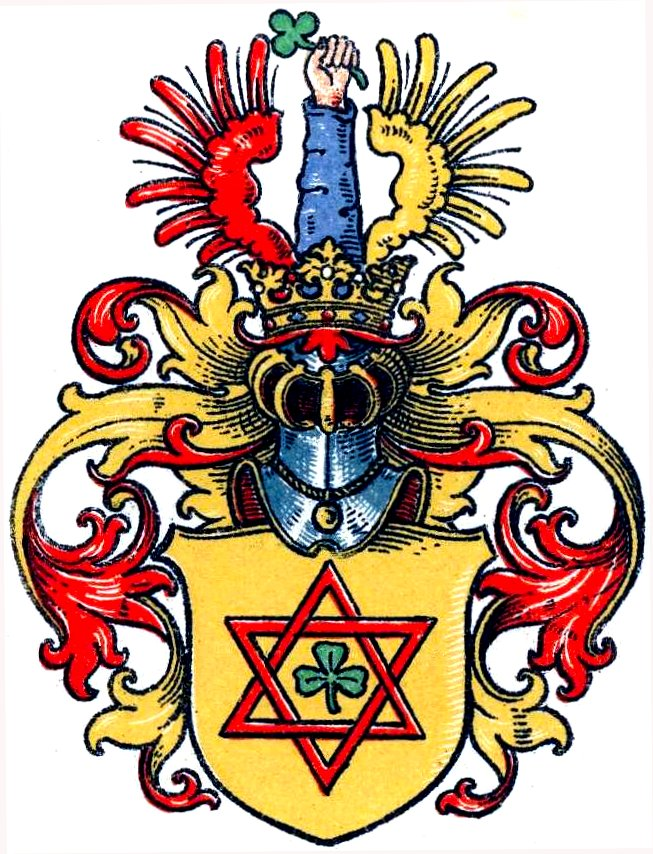
Wappen derer von Backum (Rheinland) im Wappenbuch des Westfälischen Adels

Die Herren von Backum (auch: Bakum, Backem, Bachem o. ä.) waren ein rheinländisches Adelsgeschlecht.
Die Familie ist zu unterscheiden von den westfälischen Herren von Backum.

## Geschichte
Der Stammsitz des Geschlechts war Haus Hamm, ein inzwischen abgegangener Rittersitz im Meerbuscher Stadtteil Strümp. Ein weiteres Gut der Familie war Haus Latum im heute ebenfalls zu Meerbusch gehörigen Stadtteil Latum.
Haus Hamm kam durch Heirat in die Familie. Von Winand von der Portzen erbte dessen Tochter Christina das Haus und brachte es vor 1542 in ihre Ehe mit Rotger von Backum ein.
Haus Latum war im Umfeld der Schlacht auf der Kempener Heide niedergebrannt worden. Da der letzte Eigentümer aus dem Adelsgeschlecht Buer, Laurenz Bertram von Bawir, nicht über die nötigen Mittel verfügte, um das Haus wieder aufzubauen, verschenkte er die Ruine 1686 an den Mann seiner Tante Angela („Engeline“), den kurfürstlichen Hauptmann Johann Wilhelm von Backum, Hausherr auf Haus Hamm. Dieser ließ das Haus im selben Jahr in stark veränderter Form wieder aufbauen.
Im Anschluss war Johannes Christoph Freiherr von Backum bis zu seinem Tode im Jahre 1746 Hausherr von Haus Latum. In der zweiten Hälfte des 18. Jahrhunderts kam das Haus dann durch Heirat von dessen Tochter und Erbin Isabella von Backum zu Latum mit Freiherr Rudolf Adolf von Geyer zu Schweppenburg an das Geschlecht Geyr von Schweppenburg.
Laut Kneschke blühte das Geschlecht derer von Backum noch gegen Ende des 17. Jahrhunderts. Er berichtet von einem „Franz Heinrich von Backum zum Hamm“, der sich 1680 unter die Kölnische Ritterschaft aufschwor. Allerdings verband er diese Aussage fälschlicherweise mit dem Haus Backum des gleichnamigen, nicht verwandten westfälischen Adelsgeschlechts Backum. Auch Ledebur vermischt fälschlicherweise die beiden Geschlechter und ihre Besitzungen.

## Wappen
In Gold zwei wie ein Stern ineinander geschobene rote Triangel, in der Mitte ein grünes Kleeblatt. Auf dem gekrönten Helm ein roter und ein goldener Flügel, dazwischen ein aus der Krone hervorwachsender blau gekleideter Arm, dessen Hand das grüne Kleeblatt hält. Die Helmdecken in rot-gold.